# Enrique Míguez
Enrique Míguez Gómez (* 4. März 1966 in Tui) ist ein ehemaliger spanischer Kanute.

## Erfolge
Enrique Míguez nahm mit Narciso Suárez dreimal im Zweier-Canadier an den Olympischen Spielen teil. Bei den Olympischen Spielen 1984 in Los Angeles erreichten sie sowohl über 500 Meter als auch über 1000 Meter den Endlauf. Während sie auf der 1000-Meter-Strecke den sechsten Platz belegten, gelang ihnen über 500 Meter ein Medaillengewinn. Nach einem dritten Platz in ihrem Vorlauf wurden sie auch im Finale nach 1:47,71 Minuten hinter den siegreichen Jugoslawen Matija Ljubek und Mirko Nišović sowie Ivan Patzaichin und Toma Simionov aus Rumänien Dritte, womit sie die Bronzemedaille gewannen. Vier Jahre darauf in Seoul und auch bei den Olympischen Spielen 1992 in Barcelona traten Míguez und Suárez lediglich im Wettbewerb über 500 Meter an und schieden beide Male im Halbfinale aus.
Bei den Mittelmeerspielen 1991 in Athen sicherte sich Míguez im Zweier-Canadier über 500 Meter die Silbermedaille, ehe er 1993 in Languedoc-Roussillon auch im Einer-Canadier über 500 Meter Silber und über 1000 Meter sogar Gold gewann.